# Janez Stanonik
Janez Stanonik, slovenski anglist, germanist (nemcist), literarni zgodovinar, urednik * 2. januar 1922, Slovenj Gradec, † 28. december 2014, Ljubljana.

## Življenje
Po končani gimnaziji 1940 v Celju je med nemško okupacijo delal na železnici. Od poletja 1944 do konca druge svetovne vojne je delal v NOV kot vojni dopisnik pri 14. diviziji in Bračičevi brigadi. Na Filozofski fakulteti v Ljubljani je 1949 diplomiral iz angleškega in nemškega jezika s književnostma, 1953 pa doktoriral z nalogo Ostanki nemškega srednjeveškega slovstva na Kranjskem (COBISS). 1959 je bil habilitiran za docenta, 1965 za izrednega, 1972 za rednega profesorja za angleško in ameriško književnost. 
Znanstveno se je izpopolnjeval na britanski Univerzi Leeds (1950–51), ameriških univerzah Berkeley in Harvard (1959–60, 1983–84), nemški Univerzi v Heidelbergu ter z raziskovalnim delom v Britanskem muzeju (1958, 1979), knjižnici American Antiquarian Society v Worcestru (1960), Bodleian Library v Oxfordu (1978) ter znanstvenih ustanovah na Dunaju. 
1961–84 je bil predstojnik Oddelka za germanske jezike in književnosti, 1970–72 prodekan, 1972–74 dekan Filozofske fakultete. 1977–84 je opravljal funkcijo predsednika Odbora za mednarodne stike Univerze v Ljubljani, 1981–86 pa upravnika Inštituta za slovensko izseljenstvo SAZU. 1983–89 je bil član sveta Slovenske izseljenske matice. 1981 je bil izvoljen za dopisnega, 1987 za rednega člana SAZU. 1990 je postal član širšega uredniškega odbora Slovenskega biografskega leksikona. Bil je redni član osrednjih evropskih in ameriških strokovnih združenj anglistov in amerikanistov ter germanističnih združenj za proučevanje srednjega veka. Upokojil se je leta 1990.  

## Delo
Raziskoval je angleško in ameriško književnost 19. in 20. stoletja. Posebno pozornost je posvečal literaturi v stiku z drugimi umetnostmi in z ljudskim izročilom. Preučeval je književnost slovenskih izseljencev v ZDA od začetkov do 20. stoletja ter zgodovino kulturnih vezi med Slovenijo in Združenim kraljestvom ter ZDA. V jezikoslovju je obravnaval etimološke paralele med slovenskim in angleškim jezikom, na področju germanistike pa srednjeveško nemško književnost v stiku s Slovenijo. 
Kot gostujoči profesor je imel daljše serije predavanj na Univerzi v Mariboru (1988, Starejša ameriška književnost), Univerzi v Celovcu (1988, Ruskin in predrafaeliti) ter na Juniata College v Pensilvaniji (1983, Ameriška književnost in literarna teorija). 1968 je zasnoval revijo Acta neophilologica in jo tri desetletja (do 1999) tudi urejal. 1981 je v Ljubljani pripravil in vodil mednarodni simpozij o Louisu Adamiču ter uredil njegov zbornik (COBISS). Z mnogimi prispevki o slovenskih emigrantih je sodeloval pri Slovenskem biografskem leksikonu, Enciklopediji Slovenije in drugih publikacijah. 
Odlikovan je bil z redom dela z zlatim vencem (1982), malo plaketo Univerze v Ljubljani (1981), priznanjem Medrepubliškega koordinacijskega odbora za kulturno in prosvetno sodelovanje z inozemstvom (Sarajevo, 1982), plaketo Filozofske fakultete (1989) in veliko plaketo Slovenske izseljenske matice (1992).

## Izbrana bibliografija

### Monografije
- Ostanki srednjeveškega nemškega slovstva na Kranjskem. Ljubljana: Filozofska fakulteta, 1957. (COBISS)
- Moby Dick. The Myth and the Symbol. A Study in Folklore and Literature. Ljubljana: University Press, 1962. (COBISS)

### Članki
- The Grail Legend in Slovene Popular Tradition. The Living Middle Ages (1989). 263–276. (COBISS)
- Slovene kosez – old English cotset. A comparative study. Miklošičev zbornik (1992). 95–105. (COBISS)
- Marcus Antonius Kappus. The first Slovenia-born poet in America. Acta Neophilologica 28 (1995). 59–68. (COBISS)

### Uredniško delo
- Janez Stanonik (odgovorni urednik 1968–1999): Acta neophilologica. Ljubljana: Filozofska fakulteta Univerze v Ljubljani, 1968–. (COBISS)
- Louis Adamič. Simpozij, symposium, Ljubljana, 16.–18. september 1981. Ljubljana: Univerza, 1981. (COBISS)